# Adolfo Oribe de Alva
Adolfo Oribe de Alva är en ort i Mexiko.   Den ligger i kommunen Caborca och delstaten Sonora, i den nordvästra delen av landet, 1 900 km nordväst om huvudstaden Mexico City. Adolfo Oribe de Alva ligger 20 meter över havet och antalet invånare är 659.
Terrängen runt Adolfo Oribe de Alva är platt, och sluttar västerut. Runt Adolfo Oribe de Alva är det mycket glesbefolkat, med 6 invånare per kvadratkilometer. Adolfo Oribe de Alva är det största samhället i trakten. Trakten runt Adolfo Oribe de Alva är ofruktbar med lite eller ingen växtlighet.